# Ernest Mandel
Ernest Ezra Mandel, även känd under flera pseudonymer, bland annat Ernest Germain, född 5 april 1923 i Frankfurt am Main i Tyskland, död 20 juli 1995 i Bryssel, var en belgisk marxist och ekonom. 

## Biografi
Ernest Mandel inledde sin politiska bana när han som tonåring deltog i Fjärde internationalens kampanjarbete mot det annalkande andra världskriget.
Under Nazitysklands ockupation av Belgien greps och släpptes han två gånger, för att efter det tredje gripandet föras till Tyskland. Trots att han var både kommunist och av judisk härkomst dömdes han bara till straffarbete. Han sattes att arbeta på ett gasolinverk, men blev bekant med några oppositionellt sinnade vakter som hjälpte honom att fly. Han infångades dock och sattes i fångläger där han förblev till krigets slut 1945.
Efter kriget blev han den belgiska trotskismens ledare och Fjärde internationalens sekretariats yngsta medlem. Han var en framstående journalist och gjorde sig ett namn som ortodoxt trotskistisk teoretiker. När Fjärde internationalen splittrades kom Mandel att bli ledare för den fraktion som baserade sig i Västeuropa – Förenade sekretariatet.
Mandel har kommit att betraktas som den främste marxistiske ekonomen under senare hälften av 1900-talet, och med utgångspunkt i den ryske ekonomen Nikolaj Kondratjevs teori om långa vågor i den kapitalistiska ekonomins konjunkturcykel utarbetade han en teori om den sentida kapitalistiska ekonomin som han kallade för senkapitalismen. Mandel publicerade under sitt liv 20 böcker och över 20 000 artiklar. Han efterlämnade även en mycket omfattande korrespondens.

### Svenska översättningar
- EEC och konkurrensen Europa-USA: ett marxistiskt svar till J. J. Servan-Schreibers Den amerikanska utmaningen (Die EWG und die Konkurrenz Europa-USA) (översättning Ingemar Holm, Partisan, 1971)
- Inledning till den marxistiska ekonomin (Initiation à la théorie économique marxiste) (översättning Gunnar Sandin och Gunnar Olofsson, Clarté - Zenit, [196-]). 2., [rev.] uppl. 1968. Senare upplagor med titeln Inledning till marxismens ekonomiska teori
- Om byråkratin: en analys av arbetarrörelsens ständigt hotande fara (De la bureaucratio) (översättning Peter Sahlberg, Partisan, 1969)
- Om leninismen (The Leninist theory of organization and its relevance for to-day) (Partisan, 1971)
- Övergångssamhället; Senkapitalismen: två föredrag, Lund 17.5 1972 (Revolutionära marxisters förbund, 1972)
- Världsrevolution eller "fredlig samexistens" (Revolutionära marxisters förbund, 1972)
- Marx' ekonomiska tänkande (La formation de la pensée économique de Karl Marx de 1843 jusqu'à la rédaction du "Capital") (översättning Torsten Andersson, Zenit ; Rabén & Sjögren, 1973)
- Dollarkrisen (Decline of the dollar) (översättning Håkan Sundberg, Coeckelberghs, 1973)
- Senkapitalismen (Spätkapitalismus) (översättning Bengt Andersson, Coeckelberghs, 1974-1975)
- Från klassamhälle till kommunism (Von der sozialen Ungleichheit zur klassenlosen Gesellschaft) (översättning Bengt Andersson, Röda rummet, 1976)
- Långa vågor i den kapitalistiska utvecklingen (Les ondes longues de la conjoncture) (översättning Nisse Sjödén, Röda bokförlaget, 1982)
- Europas kommunistpartier: från stalinism till eurokommunism (Critique de l'eurocommunisme) (översättning Tom Gustafsson, Röda rummet, 1982)
- Förtjusande mord: kriminalromanens sociala historia (Delightful murder) (översättning Sven Erik Täckmark, Alfabeta, 1985)
- Marxismens plats i historien (The place of Marxism in history) (översättning Per-Olof Mattsson, Röda rummet, 1995)
- Andra världskriget: vad det egentligen handlade om; med tillägg av De materiella, sociala och ideologiska förutsättningarna för nazismens folkmord (The meaning of the Second World War) (översättning Göran Källqvist, Röda rummet, 2005)